# Centrul de Studii pentru Refugiați
Centrul de Studii privind Refugiații (în engleză Refugee Studies Centre, acronim RSC) a fost înființat în 1982, ca parte a Departamentului de Dezvoltare Internațională (Queen Elizabeth House) al Universității Oxford, pentru a promova înțelegerea cauzelor și consecințelor migrației forțate și pentru a îmbunătăți viața unora dintre cei mai marginalizați oameni din lume. Filosofia sa este de a „combina cercetarea academică de talie mondială cu angajamentul de a îmbunătăți viața și situațiile unora dintre cei mai defavorizați oameni din lume ”.

## Prezentare generală
RSC este considerat unul dintre centrele de top din lume pentru cercetare și predare multidisciplinară privind cauzele și consecințele migrației forțate.
În 2002, RSC a primit Premiul Aniversar al Reginei pentru Învățământ Superior și Continuu, ca recunoaștere a cercetării sale de pionierat și a programelor inovatoare de educație, formare și informare. 
Influența Centrului se bazează pe o rețea extinsă de relații cu alte universități, instituții de cercetare, guverne, organizații internaționale, ONG-uri și companii.
RSC, ca parte a Departamentului de Dezvoltare Internațională din Oxford, este situat la adresa 3 Mansfield Road în Oxford, Anglia.

## Cercetare
RSC desfășoară cercetări independente și multidisciplinare privind cauzele, consecințele și răspunsurile la migrația forțată, punând accent pe înțelegerea experiențelor migrației forțate din punctul de vedere al persoanelor afectate. 
Personalul său academic are expertiză în diverse discipline, inclusiv drept, relații internaționale, antropologie, politică, istorie, economie și geografie.
Programul de cercetare este organizat în jurul a trei domenii generale. 
- Prima se concentrează pe contextele politice, economice și sociale, care sunt semnificative în înțelegerea migrației forțate.
- A doua arie implică în principal cercetări antropologice, psihosociale și sociologice asupra realității trăite, experienței și gestionării strămutării.
- A treia arie de cercetare cuprinde cercetări juridice și politice privind dezvoltarea și implementarea legilor și politicilor care se referă la migranții forțați.

## Studiu și învățare
Cursul de masterat în Studii privind Refugiații și Migrația Forțată, oferit de RSC, plasează migrația forțată într-un context istoric, global și uman, încurajând o reflecție informată asupra răspunsurilor internaționale și naționale la strămutarea internă și internațională. 
Școala Internațională de Vară de două săptămâni privind Migrația Forțată este destinată practicienilor, factorilor de decizie politică și cadrelor universitare implicate în asistența și elaborarea politicilor pentru refugiați și persoanele strămutate intern. 
Cursurile scurte oferite de RSC oferă participanților oportunitatea de a primi o formare profesională suplimentară și de a dezvolta expertiză în anumite domenii legate de refugiați. 
Bursele de vizită sunt disponibile practicienilor seniori și factorilor de decizie politică, studenților postuniversitari, cercetătorilor postdoctorali și cadrelor universitare profesioniste care doresc să urmeze un program specific de studiu autodirijat într-un mediu academic.

## Mobilizare
Forced Migration Review (FMR) este considerată de comunitatea umanitară cea mai citită revistă din lume despre problemele internaționale legate de refugiați, apatridie și strămutare. Publicată în engleză, arabă, spaniolă și franceză, revista este distribuită gratuit unui număr global de peste 12.000 de organizații și persoane. Majoritatea cititorilor săi sunt din Sud.
Migrația Forțată Online (FMO) este un portal web care oferă o gamă largă de resurse care tratează situația migranților forțați la nivel mondial. FMO a fost înființat pentru a oferi acces gratuit la informații complete într-un mediu imparțial și pentru a promova o conștientizare sporită a problemelor legate de strămutarea oamenilor în rândul unei comunități internaționale de utilizatori. Gama sa de resurse include o bibliotecă digitală de peste 200.000 de pagini, acces la numere anterioare ale revistelor, ghiduri de cercetare tematice și specifice fiecărei țări, un director al organizațiilor cheie și o secțiune multimedia în expansiune.
Pe lângă cărțile și articolele academice scrise de personal și publicate extern, RSC publică o serie de lucrări „Cercetare pe scurt”, o serie de lucrări de lucru și sponsorizează Journal of Refugee Studies, Oxford Monitor of Forced Migration și seria de cărți „Studii în migrația forțată”.
Biblioteca și centrul de documentare al RSC dețin un număr mare de materiale publicate și nepublicate, precum și arhive de cercetare referitoare la cauzele, experiențele, consecințele și implicațiile strămutării forțate. Colecția sa catalogată actuală cuprinde peste 39.000 de înregistrări bibliografice. În august 2009, colecția a fost integrată în Biblioteca Bodleiană de Științe Sociale.
RSC organizează evenimente ca răspuns la agendele de cercetare emergente, precum și la nevoile politice ale ONG-urilor internaționale, agențiilor interguvernamentale și guvernamentale. 
Seminariile săptămânale și prelegerile anuale ale RSC sunt deschise publicului. RSC are un program de legături instituționale cu agenții și centre academice din Sud implicate în studiul migrației forțate; lucrează în parteneriat cu cadre universitare, factori de decizie și practicieni din Sud și Nord preocupați de migrația forțată pentru a consolida capacitățile de cercetare și predare și pentru a îmbunătăți practicile de politici și proiecte.
RSC a fost sediul inițial al Asociației Internaționale pentru Studiul Migrației Forțate.

## Cercetători notabili
- Dr. Barbara Harrell-Bond, fondatoare și directoare din 1982 până în 1996;
- Lector emerit David Turton, director din 1997 până în 2001;
- Profesorul Stephen Castles, director din 2001 până în 2006;
- Profesor emerit Roger Zetter, director din 2006 până în 2011;
- Profesor emerit Dawn Chatty, directoare din 2011 până în 2014;
- Profesorul Alexander Betts, director din 2014 până în 2017;
- Profesorul Matthew Gibney, director din septembrie 2017 până în prezent;[9]